# Psilocerea kenricki
Psilocerea kenricki là một loài bướm đêm trong họ Geometridae.